# Ор-Акива
Ор-Акива (ивр. אור עקיבא‎ — «Свет Акивы») — город в центре Израиля.
Ор-Акива находится в 48 км от Хайфы и 39 км от Тель-Авива, в 3 км от Средиземного моря между двумя автомобильными магистралями рядом с Кесарией. Назван в честь рабби Акивы, казнённого римлянами в Кесарии в 135 г. н. э.
Город расположен на севере Прибрежной равнины, относится к подрайону Хадера.
Был объявлен городом в 2001 году.
Рейтинг социально-экономического развития 5 из 10.

## История
17 апреля 1951 года с двух семей в матерчатых палатках среди песков началось поселение, которое поначалу было пересыльным лагерем.
29 апреля 1951 года прибыло 38 семей румынских репатриантов.
В 1952 году поселение приняло репатриантов из Марокко, Ливии, Ирана, Индии.
С 1955 года переселенцев начали переселять в постоянные постройки.
В 1959 году прибыло много семей из Индии из общины Бней Израэль.
В 1962 году был создан шинный завод и мебельная фабрика.
К концу 1970-х годов в поселение прибыла большая волна репатриантов с Кавказа.
В 1992 году поселение приняло большую волну репатриантов из СССР.

## Экономика
В городе есть производство ковров, лекарств, полимеров и резиновых изделий, обивочных тканей и искусственного меха. Жители также заняты в туристической отрасли в Кейсарии.

## Население
По данным Центрального статистического бюро Израиля, население на начало 2020 года составляло 18 972 человека.